# Trip on the Strip
| Recensione | Giudizio |
| ---------- | -------- |
| AllMusic   |          |

Trip on the Strip è il primo album sia per l'organista Stan Hunter, che per il sassofonista Sonny Fortune, pubblicato dalla Prestige Records nel maggio del 1966.

## Tracce

### LP
(1966, Prestige Records, PR 7458/PRST 7458)
Lato A
1. Trip on the Strip – 4:42 (musica: Stan Hunter)
2. Yesterday (Strumentale) – 2:30 (Paul McCartney)
3. Corn Flakes – 4:20 (musica: Sonny Fortune)
4. This Is All I Ask (Strumentale) – 2:45 (Gordon Jenkins)

Durata totale: 14:17
Lato B
1. HFR – 6:05 (musica: Stan Hunter)
2. Invitation – 7:50 (musica: Bronislau Kaper)
3. Sonny's Mood – 3:34 (musica: Sonny Fortune)

Durata totale: 17:29

## Formazione
- Stan Hunter – organo
- Sonny Fortune – sassofono alto, sassofono tenore
- Sherman Suber – chitarra
- John Royal – batteria

### Produzione
- Cal Lampley – produzione
- Registrazioni effettuate al Van Gelder Studio di Englewood Cliffs, New Jersey
- Rudy Van Gelder – ingegnere delle registrazioni
- Christopher Peters – note retrocopertina album originale[4]